# كريستوفر نورث
كريستوفر نورث (بالإنجليزية: Christopher North)‏ هو ملحن أمريكي، ولد في 6 فبراير 1969 في أوستن في الولايات المتحدة.

## وصلات خارجية
- كريستوفر نورث على موقع IMDb (الإنجليزية)